# Meglica (Zupančič)
Meglica je mozaična zgodba o enem samem ljubljanskem dnevu leta 1962, ki jo kompozicijsko zaokrožajo levi. Roman, ki ga je napisal Beno Zupančič, je izšel leta 1966 pri Mladinski knjigi v Ljubljani. Razdeljen je na 70 poglavij in obsega 130.000 besed. Leta 1968 je bil preveden v srbščino. (COBISS)

## Zgodba
Ljubljana se prebudi v jutro z levjim rjovenjem. Zgodbe malih ljudi - penzionistov, boemov, uradnikov, obrtnikov, študentov, dijakov, lahkotnih deklet, gospodinj, vojakov in nekdanjih borcev, ki nastopajo v knjigi, so medsebojno prepletene. Frizerka Lenca si želi boljšega življenja. Njena mati Helena ne mara njenega fanta Matjaža, njegov oče Lenart pa ne mara Lence. Vanjo je zaljubljen tudi dijak Blaž, ki pa nato spozna Alfo. Slednja je prišla v mesto k svojemu stricu Francu, ki ravno ta dan umre. Njegova žena Anastazija zato žaluje. Umre tudi Mirov prijatelj Jakob. Miro nato razmišlja ali naj obišče prijateljico Mišo ali gre na pogreb, Miša pa se zaplete z Brunčem. Brunč ima prijateljico Barbaro, ki jo podtakne slepemu Miklavžu, ta dva pa nato preživita par ur v Brunčevi sobi. Za njima v to sobo prideta tudi Lenca in Matjaž. Helena ponoči po mestu išče Lenco, sreča pa Gašperja, za katerega je morala v preteklosti ukrasti neke dokumente. V tej noči se skregata zakonca Marjeta in Špik: on njej grozi, da jo bo prijavil, ker na črno dela splave, ona pa njega ne more več prenašati, ker cel čas pije. Naslednje jutro se Špik potoži starčku Gabru, ki mu družbo dela ptičica Nežica, Anastazija pa Lenci v najem odda prazno moževo sobo. Lenca in Matjaž odideta na Bled. S seboj ju vzame voznik kamiona, ki prevaža leve, od tod tudi jutranje levje renčanje.

## Kritika, literarna zgodovina
»Tekst se navzlic megleni in raztrgani kompoziciji dotika nekaterih zelo konkretnih značilnosti današnje (malomeščanske) družbe in torej prehaja iz avtorjeve subjektivno-intelektualistične izhodiščne točke na realna tla naše konkretne stvarnost.« (Šifrer 1968: 140)
»Zupančičev neukročeni smeh zadeva v obliki aforizmov in daljših duhovnih prerezov slovenskega razumnika in brezobzirnega potrošnika, podira "angelske nazore iz leta petinšestdesetega", biča nepotizem in birokracijo, se smeje čvekanju oz. "najčistejšemu idealizmu, ki se krmi z idejami, teorijami, koncepcijami" ("vsevedež, vsevidež, vsemedež"), stvari pred tisoč ideologi, pred strokovnjaškimi prakticisti ter prezira abstraktne "humaninnevemšekakšne-izme". Humorno sproščeni in deloma satirični pogled na civilizirano "mravljišče" se zresni in potemni ob prividu, da se v sodobnega meščana naseljuje groza pred koncem, biološki strah in privid vesoljske apokalipse.« (Zadravec 2002: 82)
»Novela prerezno v slogu modernega romanopisja Joyceovega ali Dos Passosovega načina riše dogajanje ljubljanskega dne in noči leta 1962, doživetja več oseb z mozaičnim prepletanjem njihovih usod. Po Joyceovem zgledu zapisuje pri junaku tok njegove zavesti po svojih skušnjah in spoznanjih, po Dos Passosovem zgledu pa značilnosti časa, kot se ta kaže v časniških poročilih, reklamah, političnih geslih in razlagi vsakdanjih dogodkov.« (Janež 1987: 420)